# Georges Joseph Rasetti
Georges Joseph Rasetti né le 15 janvier 1851 à Paris et mort dans la même ville le 22 juillet 1938 est un peintre, céramiste et graveur français. 

## Biographie
Georges Joseph Rasetti est le fils du sculpteur ornemaniste Victor Auguste Rasetti (1824-1898) qui possédait un atelier au 18, rue Pierre-Charron à Paris. Élève de Léon Bonnat et Florent Willems, Rasetti expose au Salon à partir de 1877, une grande toile intitulée David poursuivi par Séméï, puis l'année suivante, il y présente La Fagotière de Samois, d'une exécution plus sûre, et en 1879, avec Le Chapelet, il obtient une mention. En 1880 et 1881, Rasetti présente à ce même Salon des portraits, en même temps qu'il se lance dans la production d'eaux-fortes, dont une est publiée dans L'Union littéraire des poètes et des prosateurs. Devenu membre de la Société des artistes français, il expose à leur Salon en 1883, 1885 et 1887.
En février 1888, il épouse Céline Chaudet (1863-1941), la sœur du peintre Georges Alfred Chaudet, dont il aura un fils, Georges (1889-1957), également peintre, qui signa certains de ses travaux « Estrel ».

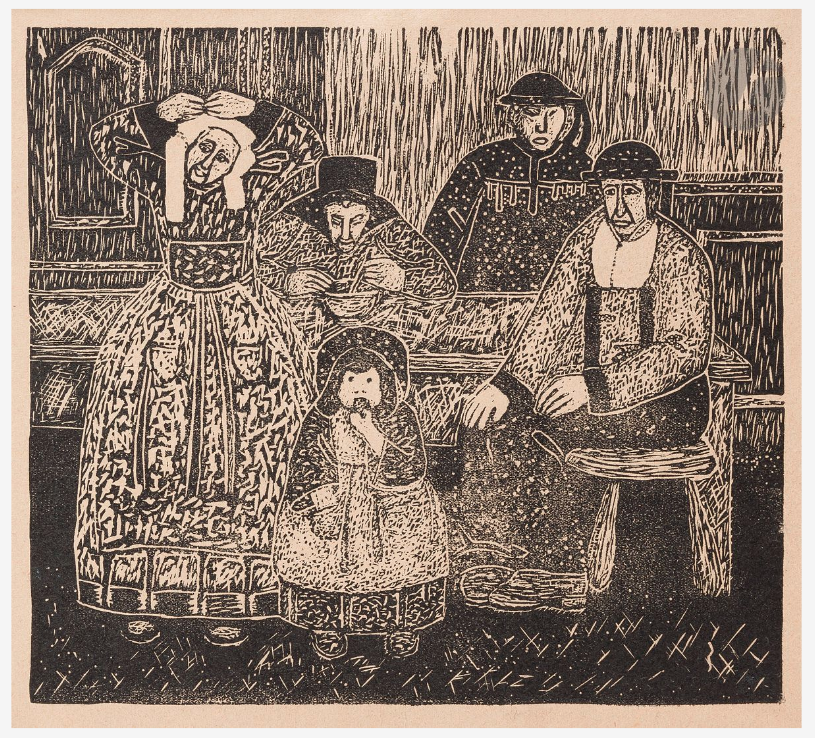
Famille de paysans, Huelgoat, bois gravé, 1894.

Durant l'automne 1888, il rencontre Paul Gauguin, ce qui lui permet de rompre avec le réalisme et d'entrer en contact avec les futurs nabis. Durant l'été 1891, Chaudet et Rasetti prennent le chemin de la Bretagne. Ils s'installent à Huelgoat, y retrouvant Paul Sérusier, Jan Verkade et Mogens Ballin, que Rasetti initie à la peinture sur céramique. Plus tard, il installe un four de cuisson à Bois-Colombes, et travaille également avec Maurice Denis, Armand Seguin, Georges Rouault, Édouard Vuillard, leur demandant des projets d'ornementations qu'il met en forme en compagnie de son fils. Les peintures de Rasetti expriment alors un style bien particulier, ayant assimilé la théorie du synthétisme,. Il expose désormais aux Salon des indépendants.
En été 1928, il participe, dans le cadre des épreuves artistiques, aux Jeux olympiques d'Amsterdam. 
La veille de sa mort, il se serait endormi en laissant allumé un appareil électrique, un court-circuit provoqua durant la nuit un incendie qui détruisit une grande partie de son travail.